# Shaheed Davis
Shaheed Davis (Plainfield, 14 febbraio 1994) è un cestista statunitense.

## Palmarès

### Club
- Campionato ucraino: 1

Čerkasy Mavpy: 2017-18
- Lega Balcanica: 1

Pristina: 2023-24

### Individuale
- MVP Finals Lega Balcanica: 1

2023-24